# Nicolae Calancea
Nicolae Calancea (ur. 29 sierpnia 1986 w Kiszyniowie) – mołdawski piłkarz grający na pozycji bramkarza w CS Universitatea Craiova.

## Kariera klubowa
Calancea rozpoczął profesjonalną karierę w 2004 roku w rezerwach Zimbru Kiszyniów. W 2006 został zawodnikiem pierwszej drużyny. W lutym 2008 został wypożyczony do Krylji Sowietow Samara, jednakże grał tylko w zespole rezerw. W maju 2008 został wyrzucony dyscyplinarnie z tego klubu. W lutym 2014 podpisał trzyletni kontrakt z Ceahlăul Piatra Neamț. W nowej drużynie zadebiutował 24 lutego 2014 w zremisowanym 1:1 meczu z Universitateą Cluj. W listopadzie 2015 przeszedł do FC Voluntari. W lipcu 2016 trafił do CS Universitatea Craiova.

## Kariera reprezentacyjna
W reprezentacji Mołdawii zadebiutował 7 lutego 2007 w przegranym 0:2 spotkaniu z Rumunią.

## Życie prywatne
Jest bratem Valeriu, medalisty mistrzostw świata i Europy w podnoszeniu ciężarów.